# Ajuga genevensis
Ajuga genevensis es una especie de planta fanerógama perteneciente a la familia Lamiaceae.

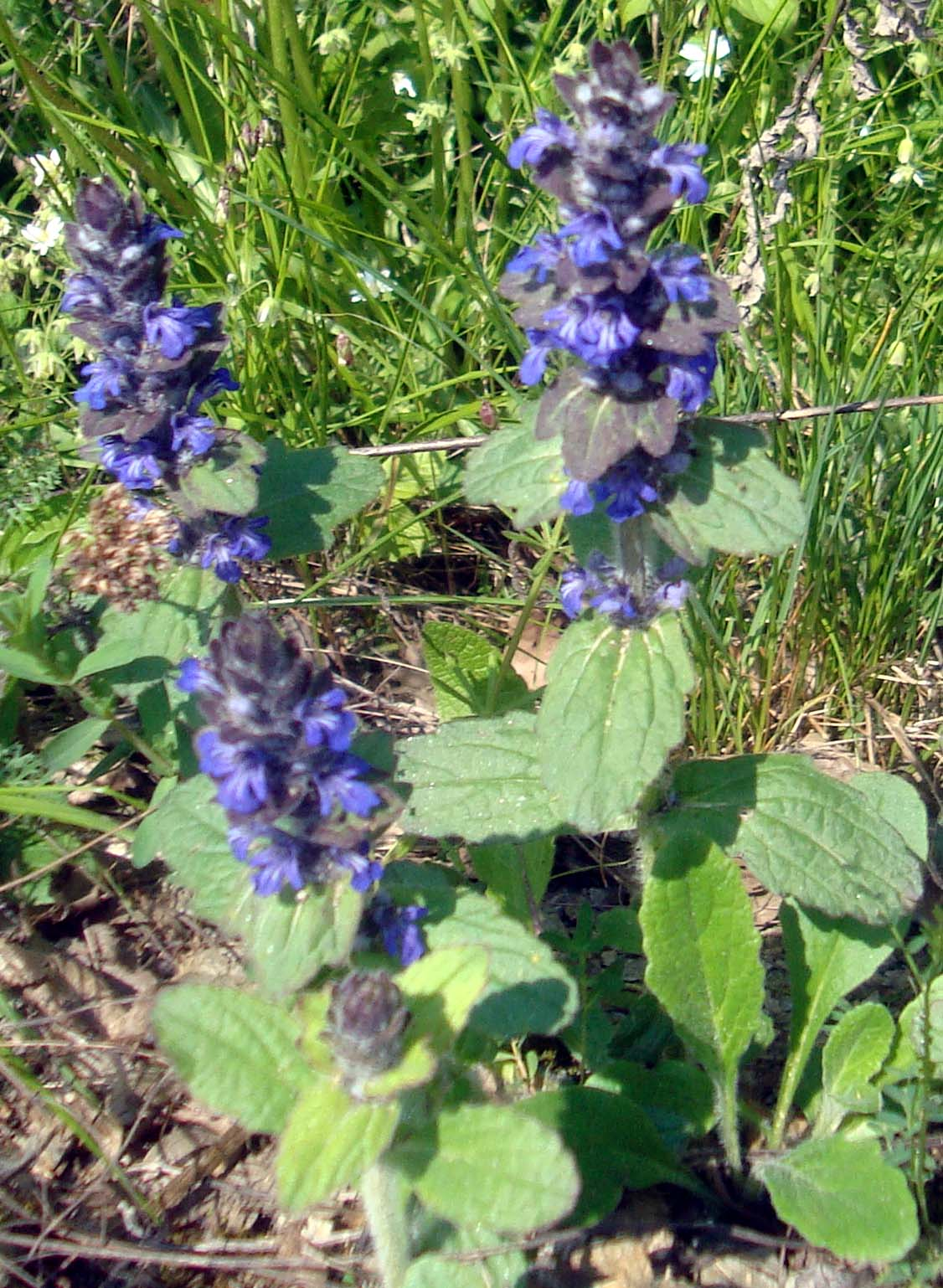
Inflorescencia

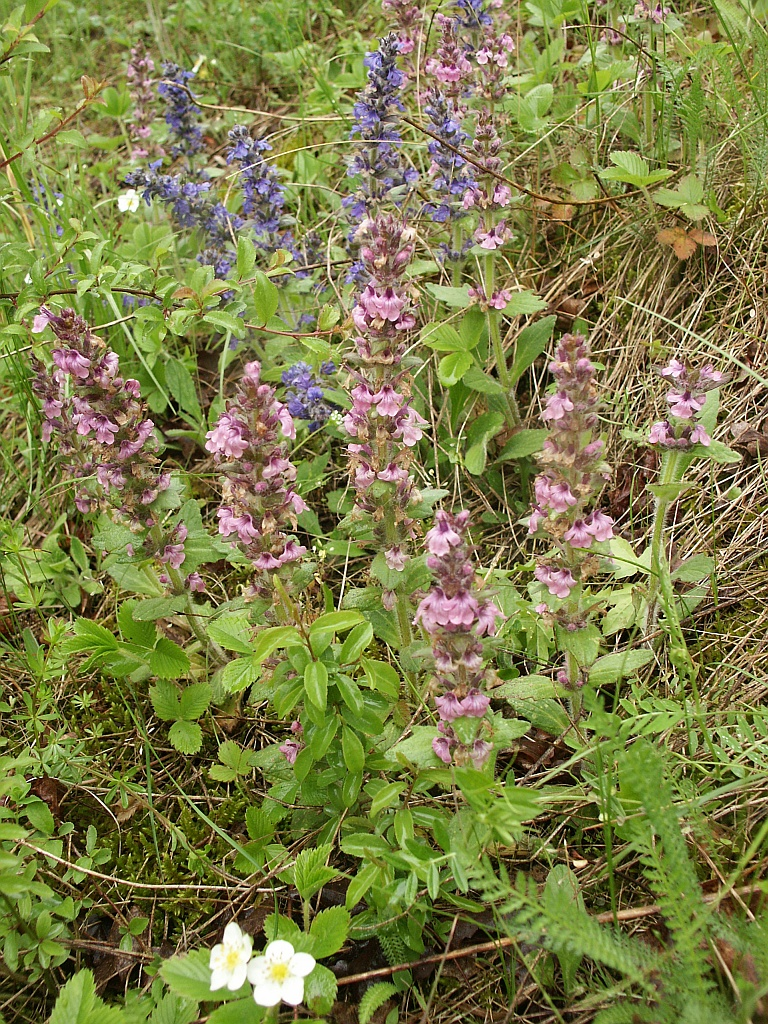
Vista de la planta

## Características
Es una pequeña planta herbácea perenne que alcanza los 25 cm de altura cuando florece, difiere poco de A. reptans. Las hojas, ovales, pecioladas y opuestas, forman pequeñas rosetas basales, las del tallo floral son sésiles y bracteiformes las superiores. Las flores aparecen en tallos solitarios, agrupadas en inflorescencias similares a verticilos, axilares.

## Distribución
Ajuga genevensis se encuentra en los bordes de bosques secos, así como en matorrales y pastizales. Se encuentra en varios lugares en Europa, incluyendo España, Francia, Italia, Gran Bretaña y desde Macedonia a Caucasia. Se utiliza como planta ornamental. Se ha asilvestrado en América del Norte, a partir de semillas procedentes de plantas cultivadas.

## Taxonomía
Ajuga genevensis fue descrita por Carlos Linneo y publicado en Species Plantarum 2: 561. 1753.
Sinonimia
| - Bugula alpina Gray [1821] - Bugula alpina (L.) Delarbre [1800] - Ajuga vulgaris subsp. alpina (L.) Rouy [1909] - Ajuga rugosa Host [1831] - Ajuga interrupta Dulac [1867] - Ajuga genevensis var. longistyla Cariot & St.-Lag. [1889] - Ajuga genevensis var. glabrifolia Cariot & St.-Lag. [1889] - Ajuga astolonosa Schur [1866] - Ajuga alpina L. [1767] - Teucrium genevense (L.) Crantz [1766] - Bugula pyramidalis Lam. [1779] non (L.) Mill. [1768] - Bugula genevensis (L.) Crantz [1766] - Ajuga vulgaris subsp. genevensis (L.) Rouy [1909] - Ajuga cryptostolon Lagr.-Foss. - Ajuga alpestris Dumort. - Ajuga alpicola (Beck) Dalla Torre - Ajuga foliosa Tratt. - Ajuga glabrifolia (St.-Lag.) Bonnier - Ajuga lanata Mart. ex Steud. - Ajuga latifolia Host - Ajuga montana Rchb. - Teucrium genevense (L.) Crantz |